# شیلپریک دوم

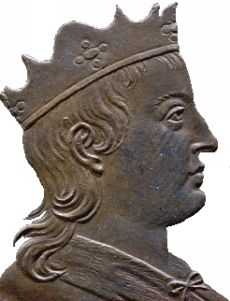
چهره شیلپریک دوم بر یک نشان برنزی

شیلپِریک دوم (۶۷۲-۱۳ فوریه۷۲۱)پادشاه مروونژی و کوچک‌ترین پسر شیلدریک دوم بود. او از ۷۱۵ پادشاه نوستریا و از ۷۱۸ پادشاه همه فرانک‌ها گردید. او واپسین شاه از دودمان مروونژی بود که بر سرزمین خود اندک نفوذی داشت.
پس از مرگ وی را در شهر نویون در فرانسه کنونی به خاک سپردند.